# Jean-Baptiste Guillaumin
Jean-Baptiste Armand Guillaumin (Parigi, 16 febbraio 1841 – Orly, 26 giugno 1927) è stato un pittore e litografo francese, importante esponente del movimento impressionista.

## Biografia
Nato a Parigi, da una famiglia di umili origini, figlio di Jean Joseph Frédéric Guillaumin e Marguerite Françoise Félicité Legay, lavorò come commesso in una merceria prima di iscriversi nel 1861, grazie ad una vincita alla lotteria, all'Académie Suisse dove incontrò Paul Cézanne e Camille Pissarro. Pur non raggiungendo mai la notorietà dei due amici, Guillaumin ebbe una profonda influenza sulla loro arte: Cézanne stesso tentò alcuni dei suoi lavori più innovativi dopo aver visto alcune prove dell'amico in riva alla Senna. Guillaumin espose al Salon des Refusés nel 1863 e divenne amico di Vincent van Gogh, il cui fratello Theo si occupò spesso della vendita di alcuni suoi quadri. Apprezzato per l'intensità dei suoi colori, fu ricercato da molti musei, anche all'estero: le sue opere più note sono le vedute di Parigi, della zona di Creuse e della regione presso Les Adrets-de-l'Estérel, vicino alle coste della Provenza.
Nel periodo di fine secolo l'artista si dedicò all'espressione delle sonorità dei paesaggi autunnali, attraverso un cromatismo intenso. Dopo il 1904 i suoi dipinti si avvicinarono ai Fauves.
Armand Guillaumin morì nel 1927 a Orly, poco a sud di Parigi.

## Opere
- 1867-1868 : La Seine, 1867-1868, Museo dell'Ermitage, San Pietroburgo.
- 1869 : Chemin creux, effet de neige.
- 1873 ca. : Soleil couchant à Ivry, Musée d'Orsay,  Parigi.
- 1878 : Autoportrait au chevalet.
- 1885 : Ferry Boat,  Columbia Museum of Art, USA.
- 1886 : Quais de la Seine à Charenton, disegno, pastello su carta velina, Museo di Évreux[2].
- dopo 1892 : L'Écluse du Moulin Bouchardon, à Crozant,  Museo di Belle arti di Liegi.
- 1893 ca.: La Creuse à Crozant, Museo André Malraux, Le Havre.
- 1895 ca.: Paysage de neige à Crozant, Museo André Malraux, Le Havre.
- 1910 ca.: Vue des Alpes enneigés depuis l'Esterel[3].
- 1911 : Paysage de la Creuse, olio su tela[4].
- Le Moulin de la Folie, olio su tela, Museo del Vescovado di Limoges
- Le barrage de Gènetin, olio su tela, Museo del Vescovado di Limoges
- La cascade à Genetin, Metropolitan Museum di New York